# Vicky van der Merwe
Vicky van der Merwe (1989) es una deportista sudafricana que compite en triatlón. Ganó una medalla de oro en los Juegos Panafricanos de 2023 y tres medallas de oro en el Campeonato Africano de Triatlón, en los años 2023 y 2024.

## Palmarés internacional
| Juegos Panafricanos | Juegos Panafricanos | Juegos Panafricanos | Juegos Panafricanos |
| Año                 | Lugar               | Medalla             | Prueba              |
| ------------------- | ------------------- | ------------------- | ------------------- |
| 2023                | Acra (Ghana)        | Medalla de oro      | Individual          |
| Campeonato Africano |                     |                     |                     |
| Año                 | Lugar               | Medalla             | Prueba              |
| 2023                | Hurgada (Egipto)    | Medalla de oro      | Individual          |
| 2023                | Hurgada (Egipto)    | Medalla de oro      | Relevo mixto        |
| 2024                | Hurgada (Egipto)    | Medalla de oro      | Individual          |